# Lionyx hedgpethi
Lionyx hedgpethi är en mångfotingart som beskrevs av Chamberlin 1960. Lionyx hedgpethi ingår i släktet Lionyx och familjen storjordkrypare. Inga underarter finns listade i Catalogue of Life.